# Красников, Андрей Андреевич
Андрей Андреевич Красников (12 августа 1949 — 4 ноября 2016) — советский пловец в ластах.

## Спортивная карьера
Выступал за ЦВСК ВМФ. Многократный чемпион СССР и Европы.

## Научная карьера
Работал в ГЦОЛИФК (Российский Государственный Университет Физической Культуры, Спорта, Молодёжи и Туризма) на кафедре теоретико-методических основ физической культуры и спорта. Доктор педагогических наук, профессор, председатель предметно-методической комиссии по Теории спорта и методике подготовки спортсменов, заслуженный преподаватель РГУФКСиТ, почетный работник образования г. Москвы.
Тема кандидатской диссертации — Влияние системы соревнований на индивидуальную динамику спортивных результатов в скоростных видах подводного спорта (1983 г.)